# 1788
| 1788                   |
| ---------------------- |
| Dødsfald - Fødsler     |
| • Begivenheder • Musik |

| Gregoriansk kalender | 1788 MDCCLXXXVIII       |
| Ab urbe condita      | 2541                    |
| Armensk kalender     | 1237 ԹՎ ՌՄԼԷ            |
| Kinesiske kalender   | 4484 – 4485 丁未 – 戊申 |
| Etiopisk kalender    | 1780 – 1781             |
| Jødisk kalender      | 5548 – 5549             |
| Hindukalendere       |                         |
| - Vikram Samvat      | 1843 – 1844             |
| - Shaka Samvat       | 1710 – 1711             |
| - Kali Yuga          | 4889 – 4890             |
| Iransk kalender      | 1166 – 1167             |
| Islamisk kalender    | 1202 – 1203             |

Konge i Danmark: Christian 7. 1766-1808
Se også 1788 (tal)

## Begivenheder
- Ungarn hærges af hungersnød.

### Januar
- 1. januar - Kvækerne i Pennsylvania frigiver deres slaver
- 1. januar – Daily Universal Register skifter navn til The Times. Avisen er grundlagt af John Walter.
- 2. januar – Georgia bliver optaget som USA's 4. stat.
- 9. januar – Connecticut bliver optaget som USA's 5. stat.
- 26. januar – De første engelske straffefanger ankommer til Australien

### Februar
- 6. februar – Massachusetts bliver optaget som USA's 6. stat

### Marts
- 21. marts - en brand i New Orleans lægger det meste af byen i ruiner

### April
- 28. april – Maryland bliver optaget som USA's 7. stat

### Maj
- 23. maj – South Carolina bliver optaget som USA's 8. stat

### Juni
- 20. juni Stavnsbåndet ophæves i Danmark.
- 21. juni – New Hampshire ratificerer som den niende stat USA's forfatning, der dermed træder i kraft.
- 25. juni – Virginia bliver optaget som USA's 10. stat

### Juli
- 25. juli – New York bliver optaget som USA's 11. stat

### September
- 13. september – 12.000 norske soldater marcherer ind i Bohuslän, som det dansk-norske bidrag til Ruslands krig mod Sverige. Inden det lykkes tropperne at erobre Göteborg, sluttes der imidlertid fred.

## Født
- 22. januar – George Gordon Byron, senere lord Byron, engelsk digter (død 1824).
- 29. december – Christian Jürgensen Thomsen, dansk antikvar og sekretær i Oldsagskommissionen fra 1816. Han er manden bag inddelingen af oldtiden i stenalder, bronzealder og jernalder (død 1865).

## Dødsfald
- 17. maj – Charlotte Dorothea Biehl, dansk forfatter (født 1731).
- 13. august – Bolle Willum Luxdorph, dansk embedsmand, digter og historiker (født 1716).